# Claudio Schiavoni

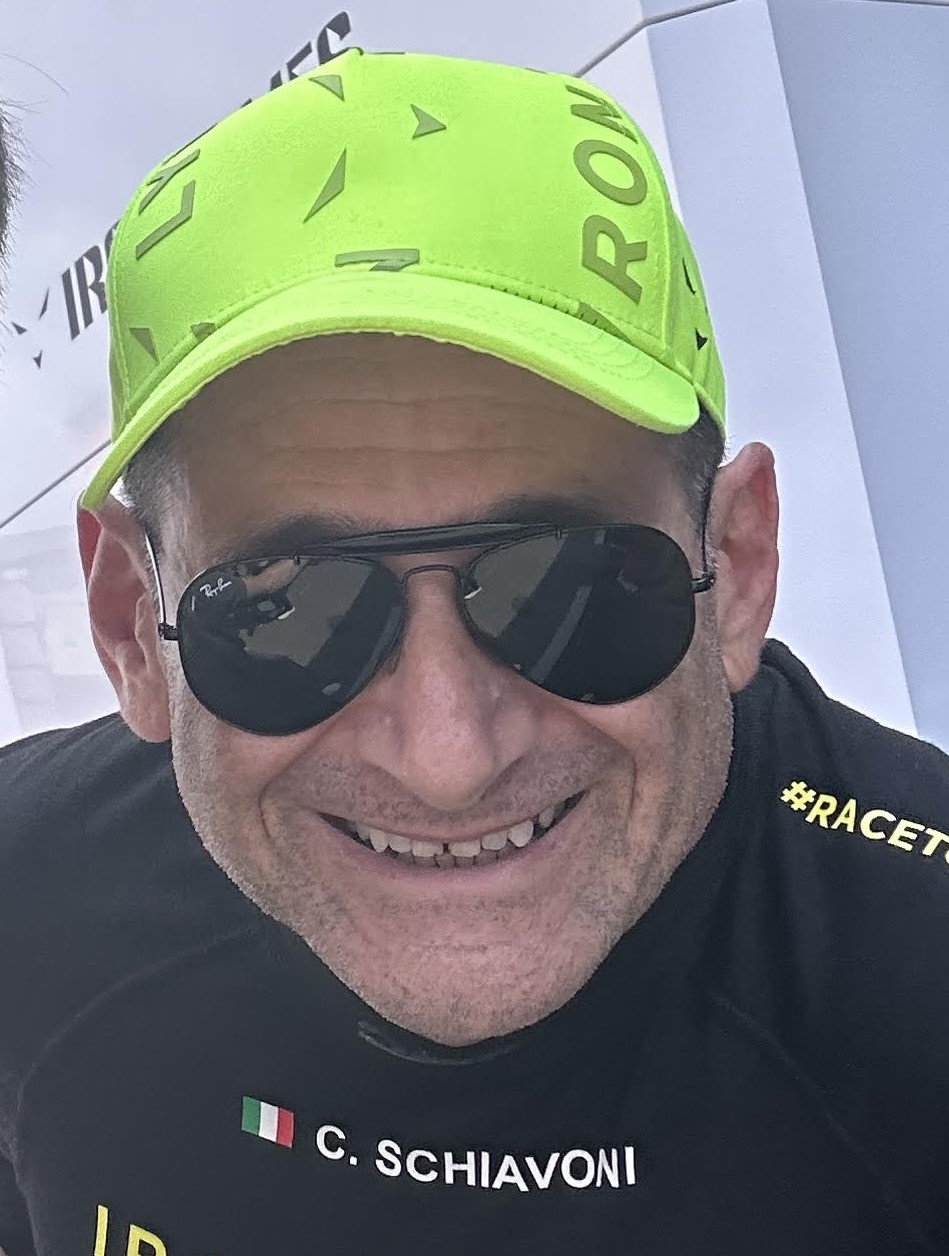
Claudio Schiavoni 2023

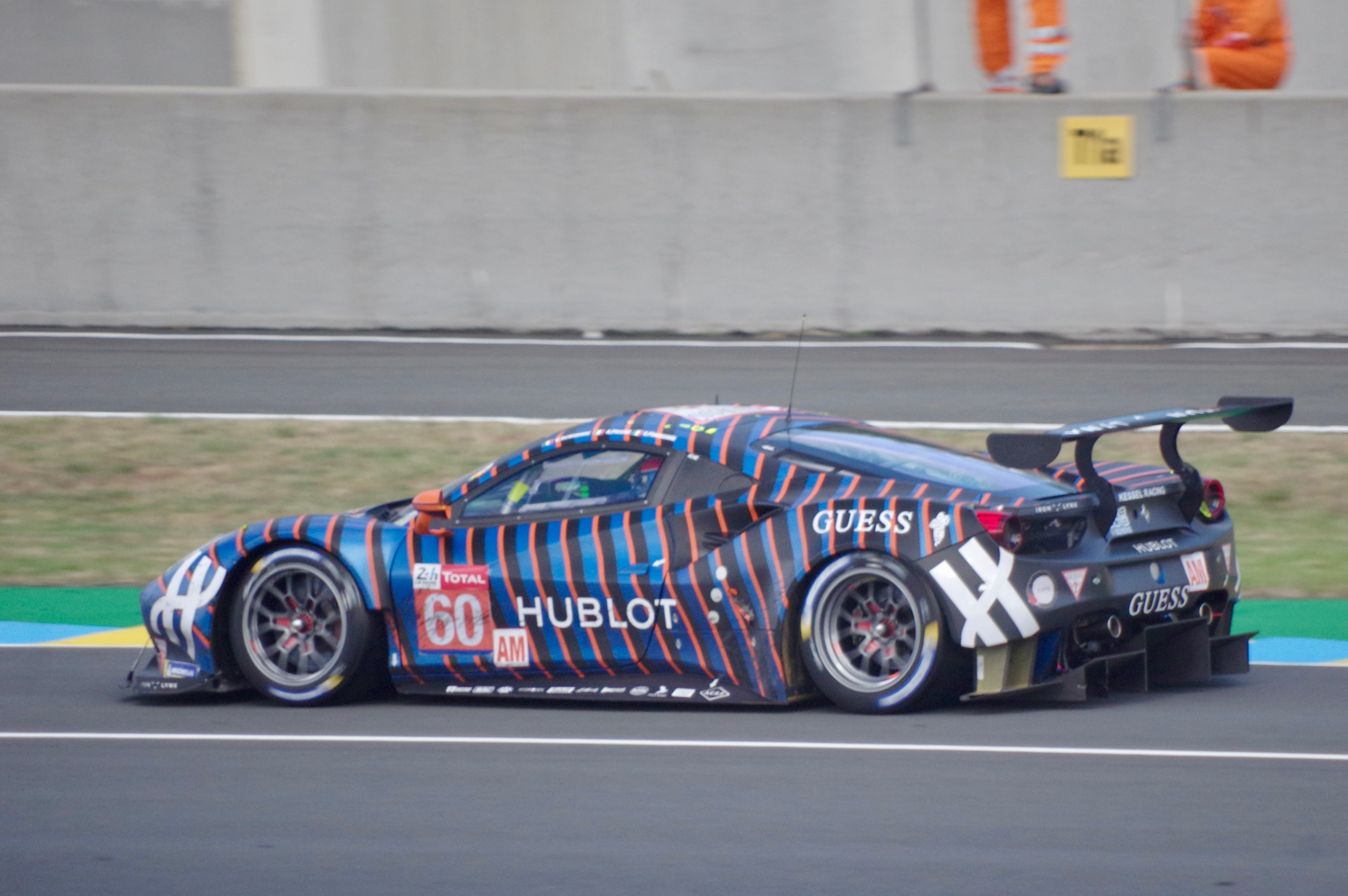
Der Ferrari 488 GTE von Sergio Pianezzola, Andrea Piccini und Claudio Schiavoni beim 24-Stunden-Rennen von Le Mans 2019

Claudio Schiavoni (* 14. November 1960 in Bologna) ist ein italienischer Autorennfahrer. 

## Karriere als Rennfahrer

### GT-Sport
Claudio Schiavoni kam über die Ferrari Challenge zum GT-Sport, wo er 2017 für Kessel Racing im Michelin Le Mans Cup an den Start ging. 2019 wechselte er in die European Le Mans Series und gab sein Debüt beim 24-Stunden-Rennen von Le Mans. Gemeinsam mit Andrea Piccini und Sergio Pianezzola beendete er das Rennen an 46. Stelle der Gesamtwertung. Bei seinem zweiten Antreten 2020 wurde er 37. in der Endwertung.

### Langstrecken-Weltmeisterschaft
Ab 2021 startete er regelmäßig in FIA-Langstrecken-Weltmeisterschaft. Erst auf einem Ferrari 488 GTE und 2023 mit einem Porsche 911 RSR-19. Sein Debüt beim 12-Stunden-Rennen von Sebring endete 2024 mit dem 25. Gesamtrang.

## Statistik

### Le-Mans-Ergebnisse
| Jahr | Team          | Fahrzeug                      | Teamkollege       | Teamkollege        | Platzierung     | Ausfallgrund |
| ---- | ------------- | ----------------------------- | ----------------- | ------------------ | --------------- | ------------ |
| 2019 | Kessel Racing | Ferrari 488 GTE               | Andrea Piccini    | Sergio Pianezzola  | Rang 46         |              |
| 2020 | Iron Lynx     | Ferrari 488 GTE Evo           | Paolo Ruberti     | Sergio Pianezzola  | Rang 37         |              |
| 2021 | Iron Lynx     | Ferrari 488 GTE Evo           | Paolo Ruberti     | Raffaele Giammaria | Rang 30         |              |
| 2022 | Iron Lynx     | Ferrari 488 GTE Evo           | Alessandro Balzan | Raffaele Giammaria | nicht klassiert |              |
| 2023 | Iron Lynx     | Porsche 911 RSR-19            | Matteo Cressoni   | Alessio Picariello | Ausfall         | Unfall       |
| 2024 | Iron Lynx     | Lamborghini Huracán GT3 Evo 2 | Matteo Cressoni   | Franck Perera      | Rang 44         |              |

### Sebring-Ergebnisse
| Jahr | Team               | Fahrzeug                      | Teamkollege     | Teamkollege      | Platzierung | Ausfallgrund |
| ---- | ------------------ | ----------------------------- | --------------- | ---------------- | ----------- | ------------ |
| 2024 | Iron Lynx          | Lamborghini Huracán GT3 Evo 2 | Matteo Cressoni | Leonardo Pulcini | Rang 25     |              |
| 2025 | Proton Competition | Porsche 911 GT3 R (992)       | Matteo Cressoni | Richard Lietz    | Rang 26     |              |

### Einzelergebnisse in der FIA-Langstrecken-Weltmeisterschaft
| Saison  | Team          | Rennwagen               | 1   | 2   | 3   | 4   | 5   | 6   | 7   | 8   |
| ------- | ------------- | ----------------------- | --- | --- | --- | --- | --- | --- | --- | --- |
| 2018/19 | Kessel Racing | Ferrari 488 GTE         | SPA | LEM | SIL | FUJ | SHA | SEB | SPA | LEM |
| 2018/19 | Kessel Racing | Ferrari 488 GTE         |     |     |     |     | 46  |     |     |     |
| 2019/20 | Iron Lynx     | Ferrari 488 GTE         | SIL | FUJ | SHA | BAH | AUS | SPA | LEM | BAH |
| 2019/20 | Iron Lynx     | Ferrari 488 GTE         |     |     |     | 37  |     |     |     |     |
| 2021    | Iron Lynx     | Ferrari 488 GTE         | SPA | POR | MON | LEM | BAH | BAH |     |     |
| 2021    | Iron Lynx     | Ferrari 488 GTE         | 28  | 23  | DNF | 30  |     | 24  |     |     |
| 2022    | Iron Lynx     | Ferrari 488 GTE         | SEB | SPA | LEM | MON | FUJ | BAH |     |     |
| 2022    | Iron Lynx     | Ferrari 488 GTE         | 29  | 28  | DNF | 25  | 33  | 31  |     |     |
| 2023    | Iron Lynx     | Porsche 911 RSR-19      | SEB | POR | SPA | LEM | MON | FUJ | BAH |     |
| 2023    | Iron Lynx     | Porsche 911 RSR-19      | 22  | 32  | 30  | DNF | 23  | 33  | DNF |     |
| 2024    | Iron Lynx     | Lamborghini Huracán GT3 | KAT | IMO | SPA | LEM | SAO | AUS | FUJ | BAH |
| 2024    | Iron Lynx     | Lamborghini Huracán GT3 | 27  | 30  | 18  | 44  | 32  | 27  | 25  | 18  |
| 2025    | Iron Lynx     | Mercedes-AMG GT3        | KAT | IMO | SPA | LEM | SAO | AUS | FUJ | BAH |
| 2025    | Iron Lynx     | Mercedes-AMG GT3        | DNF | 33  |     |     |     |     |     |     |